# Nemesnép
Nemesnép là một thị trấn thuộc hạt Zala, Hungary. Thị trấn này có diện tích 9,72 km², dân số năm 2010 là 128 người, mật độ 13 người/km².